# Église Saint-Martin de Mâle
L'église Saint-Martin est une église catholique située à Mâle, en France, ancienne commune rattachée à la commune nouvelle de Val-au-Perche.

## Localisation
L'église est située dans le département français de l'Orne au cœur de l'ancienne commune de Mâle.

## Historique
L'église bâtie au XIIe siècle en style roman bas-normand est remaniée au XVe siècle et au XVIIIe siècle. 
Une chapelle funéraire y est édifiée en 1768. 
L'édifice est inscrit au titre des monuments historiques le 17 juin 1991.

## Architecture
La façade romane est conservée. Elle présente un mur étayé par quatre contreforts plats à ressauts encadrant le porche d'entrée et une baie à l'étage.  
Les travaux réalisés au XVe siècle concernent la nef et le chœur, avec construction d'un clocher décentré côté nord du transept. Une chapelle, aménagée à sa base, fait pendant au bras sud du transept construit en même temps.

## Mobilier
Statuaire remarquable provenant de l'ancienne abbaye des Clairets, dont :
- quatre bustes-reliquaires classés comme objets aux Monuments historiques,
- deux statues, saint Sébastien et sainte Barbe, inscrites,
- une poutre de gloire, inscrite,
- un autel avec retable du XVIIIe siècle[2]